# Bamvele (Cameroun)
Pour les articles homonymes, voir Bamvele.
Bamvele est une localité de la région Est du Cameroun située dans le département de Lom et Djerem. Elle se trouve plus précisément dans l'arrondissement de Bertoua I et le quartier de Bertoua-ville.

## Population
En 2005, le village de Bamvele comptait 2 659 habitants dont 1 347 hommes et 1 312 femmes.